# Piotr Sembrat

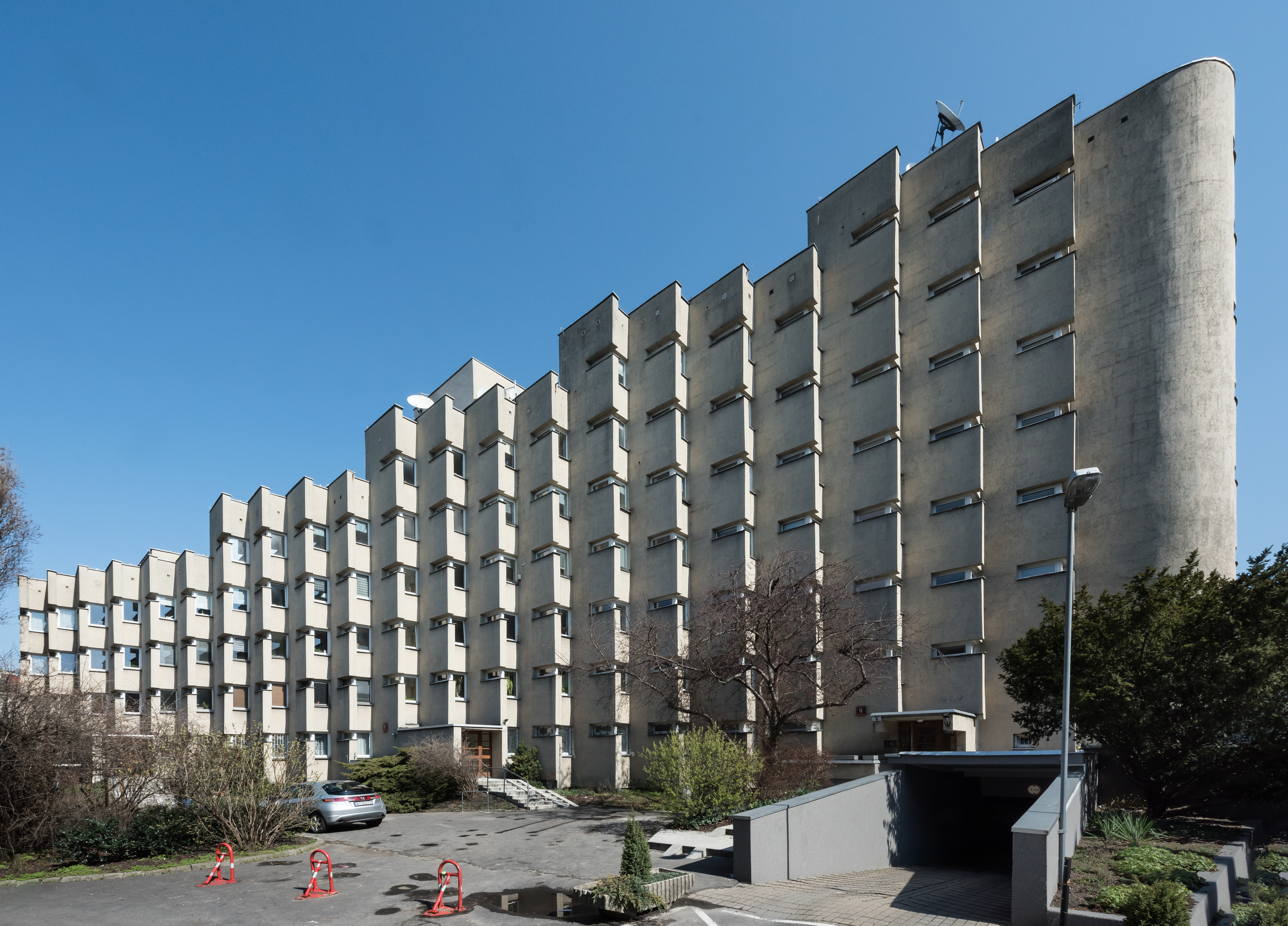
Budynek mieszkalny przy ul. Koziej 9 w Warszawie (1976)

Piotr Stanisław Sembrat (ur. 2 czerwca 1935 w Łodzi, zm. 3 kwietnia 2011 w Warszawie) – polski architekt, magister inżynier. Członek SARP od 1962.

## Życiorys
W latach 1953–1960 studiował na Wydziale Architektury Politechniki Warszawskiej. Współautor projektów budynków mieszkalnych przy ul. Koziej, osiedla Batory Wschód, osiedla mieszkaniowego Służew nad Doliną oraz Jantar I i Jantar V na Gocławiu w Warszawie. Współautor budynku mieszkalnego pracowników biur Radcy Handlowego i Ambasady ZSRR. Autor projektu Konsulatu RP w Lyonie. Współautor systemu technologicznego „Rama H”. Jego praca obejmowała zarówno planowanie przestrzenne, urbanistykę, budownictwo ogólne, budownictwo mieszkaniowe jak i konstrukcje specjalne.
Członek rady Mazowieckiej Okręgowej Izby Architektów RP I kadencji oraz Sekretarz Krajowego Sądu Dyscyplinarnego.
Pochowany 12 kwietnia 2011 na cmentarzu Północnym w Warszawie.

## Odznaczenia
- Krzyż Kawalerski Orderu Odrodzenia Polski
- Srebrny Krzyż Zasługi (1978)
- Brązowa Odznaka SARP
- Złota odznaka honorowa „Zasłużony dla Budownictwa i Przemysłu Materiałów Budowlanych”
- Odznaka „Zasłużony dla Warszawy”